# Габзер, Робин
Робин Габзер (нем. Robin Gubser; 17 апреля 1991 года) — лихтенштейнский футболист, полузащитник клуба «Эшен-Маурен» и национальной сборной Лихтенштейна.

## Международная карьера
Робин Габзер является игроком национальной сборной Лихтенштейна. Дебютировал в товарищеском матче против Польши 4 июня 2013 года. Имеет в активе 26 игр и один гол в ворота Фарерских островов.

## Голы в сборной
| Гол | Дата          | Место встречи     | Соперник | Результат | Соревнования      |
| --- | ------------- | ----------------- | -------- | --------- | ----------------- |
| 1   | 26 марта 2016 | Марбелья, Испания | Фареры   | 2-3       | Товарищеский матч |